# 東京都立大泉特別支援学校
東京都立大泉特別支援学校（とうきょうとりつ おおいずみとくべつしえんがっこう）は、東京都練馬区にある公立特別支援学校。肢体不自由者を教育対象とする。小学部・中学部・高等部からなる。

## 概要
小学部は大泉学園桜小学校と、中学部は大泉学園桜中学校と、高等部は大泉桜高等学校（2005年4月より大泉学園高校と大泉北高校の2校を1校に統合）と交流をしている。2005年3月31日まで高等部の交流は、大泉学園高等学校および大泉北高等学校と行われていた。学校北側には埼玉県と東京都の県境がある。

### クラス編成
- 基本的に1学年1組のみであるが、人数が多い学年は2組に分かれる。

### 校内電話
- 各教室に1台ずつ校内電話機が設置されている。

### 警備
- 警備は1999年度までは警備員が行っていたが、2000年度より機械警備化された。

## 沿革
- 1979年12月 - 開校
- 1980年
  - 4月7日 - 始業式。小学部23名、中学部11名、高等部6名が都立北養護学校より転入した
  - 4月11日 - 開校式
- 1981年5月30日 - 新校舎落成式
- 1983年1月25日 - 瀬戸山文部大臣と都教育委員会平山教育長が視察
- 1984年2月9日 - 昭和56、57、58年度文部省指定、重度障害教育実践学校公開研究発表会
- 1987年2月5日 - 研究報告会（昭和60、61年度「重度・重複障害児のコミュニケーションにかかわる研究」）
- 1989年11月1日 - ベネズエラ共和国ペレス大統領夫人一行10人が視察
- 1990年
  - 2月14日 - 究報告会（昭和63年、平成元年度「肢体不自由児童・生徒の社会性を育てる指導のあり方」）
  - 4月1日 - 心身障害児理解教育地域推進校に指定
- 1994年4月1日 - 都立養護学校における救急体制整備事業症例研究・研修校の指定を受ける
- 1995年4月1日 - 都立養護学校における救急体制整備事業による整備校の指定を受ける
- 2001年6月18日 - 第1回学校運営連絡協議会設置
- 2003年12月4日 - 東京都学校給食優良学校として表彰される
- 2004年4月1日 - 「歯と口の健康づくり推進校」に指定される
- 2008年4月 - 東京都立大泉特別支援学校となる

## 学部
- 小学部
- 中学部
- 高等部

各学部に訪問部あり

## アクセス
- 西武バス「西長久保」停留所 徒歩6分、「長久保」停留所 徒歩6分、「新座総合技術高校前」停留所 徒歩7分
- スクールバスを運行して通学支援をしている

## 学区
- 学区エリアは練馬区、板橋区、中野区、杉並区、西東京市（旧保谷・田無）

## 1日の流れ
- 朝は各学年ごとに朝の会が行われる。朝の会終了後、グループ別に分かれ、午前の授業が行われる。授業科目によっては他グループと合同で授業を行う場合もある。終了後は給食。給食後は午後の授業、終了後は帰りの会を行い、下校。

## 給食
- 給食の主食は10日間で米が7 - 8回、パンや麺は2 - 3回。
- 学年からのリクエストメニューも作られる。

## 訪問部
様々な事情で通学できない生徒を対象に担任の先生が家庭へ訪問し、授業を行う。体調に応じてスクーリングで生徒と授業、学校行事に参加する。基本的に週3回、2時間である（週4回の時期もあり）。
1993年度まで水曜日は訪問部の先生の会議日であったため行われなかった。午後は1993年度まで週4日であった。1994年度より訪問部の先生の会議日が午後（94、95年度は金曜日、96年度より現行の月曜日）に移動したため、週3日に減り、現在に至る。

## 現場実習
高等部2、3年を対象に卒業後の社会人生活に向けて、障害者施設あるいは作業所などで実習に参加する。担任と同伴だが、生徒により同伴なしの場合がある。

## 行事
- 4月：入学式、離任式、1学期始業式
- 4月下旬 - 5月上旬：小学部遠足
- 6 - 7月：プール
- 7月：夏祭り、1学期終業式
- 7月下旬 - 8月上旬夏休み：プール
- 9月：2学期始業式
- 9 - 11月：社会見学、宿泊行事
- 11月：大泉祭（文化祭）、高等部総合学習週間
- 12月：2学期終業式
- 1月：3学期始業式
- 2月：中学部1日入学、高等部入学相談、小学部1日入学
- 3月：卒業式、年度修了式

### 夏祭り
- 夏祭りは毎年7月に行われ、開催日の午後に体育館では同窓会を行っている。

### 施設見学
- 施設見学は高等部ではグループ別に行われる（一部は保護者と見学、あるいは保護者のみもあり）。主に1学期5月、6月に行われる。2学期10-11月には中学部3年も行われる。

### 大泉祭（文化祭）
- 大泉祭（文化祭）は、11月上旬に行われている行事。

### 高等部総合学習週間
- 11月中旬 - 下旬にかけて高等部総合学習週間が2週間行われる。この期間中、高等部は終日グループのみで過ごす。過去の名称は「校内実習」であった。主に特別授業、買い物学習、調理学習が行われる。さらに2000年度までは、前期（6月上旬 - 中旬）も行われていた。

### 校外行事
- 校外学習では日帰り行事（遠足）、宿泊行事、社会見学がある。遠足は小学部低学年・高学年（豊島園がメインであるが公園にもでかける。2000年代初頭までは中学部も行っていた。）、宿泊行事（小学部は1泊2日、中学部・高等部は2泊3日で移動教室、修学旅行が行われる。過去には校内宿泊もあった。）、社会見学（各学部グループ別、デパート、科学館等）などもある。目的地は主にスクールバスだが、社会見学は距離によっては最寄の駅までスクールバスに乗り、目的地まで電車を利用する。1990年代半ばまでは秋の遠足も行われていた。

### 学部集会
- また、1学期と3学期に学部集会が行われる。主に1学期は新入生歓迎会、3学期は卒業生を送る会が行われる。

### 行事で行われる企画
- 1999年度からは、運動会のフィナーレ、夏祭り（2006年度 - ）、大泉祭（2006年度）で青森ねぶた「ラッセーラ、ラッセーラ」が行われるようになり、お祭り行事では、すっかりおなじみとなった。

### 卒業式
- 卒業式は、2003年度までは小・中学部、高等部で開催してきた。2004年度より学部別での開催になる（2005年度のみ小・中学部、高等部での実施）。卒業生入場、国歌斉唱、校歌斉唱、学事報告、卒業証書授与、校長祝辞、PTA会長祝辞、贈る言葉、式歌斉唱、卒業生退場である。高等部は教育委員会祝辞が行われる。終了後、記念撮影を行い、教室へ戻る。
- 2007年度は卒業式当日にも3月19日の高等部は小・中学部に、3月21日の中学部は小学部と高等部に給食が用意された。
- 昼に小・中学部は「卒業を祝う会」、高等部は「門出を祝う会」が体育館で行われる（およそ1時間30分）。卒業生入場、PTA会長祝辞、校長祝辞が行われる。昼食は仕出し弁当と焼き菓子が用意される（稀にケーキが用意される場合も）。卒業生による出し物が行われ、全教職員が歌を披露する。卒業生退場で終了、教室へ戻る。
- 高等部卒業式での卒業証書授与BGMは生徒1人1人が選曲した曲が流される。

## 過去に行われた行事

### 運動会
- 2005年度までは、10月に運動会が行われていた。午前中はグラウンドで最初は開会式が行われる。1999年度までの運動会で使われたオリジナルテーマ曲「今日が始まる」は暗い曲で有名だった。演技は小学部は体育館、中学部・高等部はグラウンドである（大体30分くらい）。午後は体育館で児童・生徒の紅白リレー。リレーは観客たちの声援があがる。PTA演技では玉入れが行われた。フィナーレ・閉会式が行われる。1995年度までは午後は全校グラウンドだった。1997年度はグラウンド工事＜当初は夏休み中に工事が終了予定だったが、天候不順の関係で工事が延長されていた＞のため、体育館での開催で準備体操はなし、1999年度は当日開催中の午後に雨が降ってきたため、午後の演技は体育館に変更。この回から午後は体育館となった。2001年度にテーマ曲が「みんなのステージ」に変更される。午後の紅白リレーは終了。2003年度は給食室の工事で調理器具などが体育館に置いてある事に伴い、午後は学部別紹介を兼ねたフィナーレ・閉会式のみとした。この回で午前の応援団と準備体操と大運動会としての運動会は終了した。2005年度は10月に中学部・高等部、11月に小学部が行われ、体育館のみで実施した。午後の演技が4年ぶりに復活した。フィナーレの中学部のダンスでは、「恋のマイアヒ」が使用された。毎年秋の大行事の運動会と大泉祭は隔年開催であったが、大泉祭が2006年度より毎年度開催に伴い、運動会は終了した。さらに過去には（1990年代前半まで）、学部での運動会もあった。

### 訪問行事
- さらに過去には光が丘区民センターでの訪問行事もあった。＜実施条件は気候だけでなく、参加人数が2人以上>（2001年度以降は訪問集会に統一、2000年度以前は遠足、社会見学、卒業と進級を祝う会の名称が使われていた。また、訪問保護者会の名称もあった）。1学期5月は遠足的＜1995年度より＞内容で光が丘公園へ散歩（気象条件が悪く、中止の確率が高い）、2学期10 - 11月は社会見学＜1996年度より＞的内容でLIVIN光が丘店、ダイエーで買い物学習、3学期2 - 3月は卒業と進級を祝う会的内容で区民センターでのレクリエーションであった（すべて現地集合、現地解散）。また、学校で1学期6月の訪問授業参観が1999年度まで開催した。2学期の訪問行事は2001年度まで開催された。大泉祭では1992年度は販売活動（ホットケーキ販売）、1994年度は縁日、1996年度は劇桃太郎、1998年度 - 2004年度はビデオ発表が行われた。さらに1993年度 - 95年度には、学校で12月にクリスマス会が行われ、プレゼント交換もあった。訪問行事で歌われる歌は「お日さまになりたい」が中心であった。しかし、訪問行事、大泉祭訪問発表は現在は人数が少ないため、2006年度より行わなくなった。

### 練馬福祉デー
- 1990年代前半までは10月第3日曜日に練馬福祉デー（豊島園）にも参加していた。

## 学校行事の使用BGM
- 大泉特別支援学校の学校行事で使用されるBGMはフジテレビのテレビ番組BGMが多数使われている。